# Pere Armengol i Cornet
Pere Armengol i Cornet (Barcelona, 1837 - 1896) fou un jurista català.

## Biografia
Fill de Manuel Armengol i Tastàs (1809-1870), iniciador de la dedicació jurídica familiar, fiscal i auditor del Tribunal de Marina entre 1838 i 1841, i de Maria Assumpció Cornet i Amigó, d'origen igualadí. Pere Armengol i Cornet acabà els primers estudis a Barcelona el 1852 i cursà dret a la Universitat de Barcelona, obtenint la llicenciatura el 1858 i el doctorat en dret civil i canònic l'any següent.
Encara que en un marc de relacions conservador i dins el catolicisme tot seguit inicià els estudis relatius a les qüestions socials, especialitzant-se en el món penitenciari. El 1861 ingressà a             l'Audiència de Barcelona, el 1881 n'esdevingué relator-secretari i el 1886 magistrat.
El 1882 feu una breu estada com a relator a l'Audiència de Madrid. El seu prestigi com a teòric de l'estudi del sistema penitenciari anà en augment i li permeté mantenir contactes nacionals i internacionals d'alçada. Fou membre actiu i directiu en diversos moments de la Societat Econòmica Barcelonesa d'Amics del País i de l'Acadèmia de Jurisprudència i Legislació de Barcelona. El 1879 fundà l'Associació General per a la Reforma Penitenciaria a Espanya i participà en els congressos sobre aquest tema celebrats a Estocolm, Sant Petersburg, Roma i París. Sota el seu impuls es creà l'Escola Municipal de Reforma (1884) i l'Asil Duran (1890).
Fou un dels promotors de la Presó Model, nova presó cel·lular de la capital catalana (les obres s'inicien el 1888), a partir del seu nomenat el 1882 com a vocal i secretari general la Junta de la Nova Presó de Barcelona. Des de principis dels noranta defensà una reforma profunda del Codi Penal. Participà en els congressos jurídics catalans de 1880 i 1888 i publicà diversos estudis sobre la reincidència, la prevenció de la delinqüència juvenil i la reforma del sistema penitenciari. El 1884 fou distingit com a comanador de la reial orde de Carles III. També fou secretari del patrocini de l'Asil Duran.

## Fons personal
El seu fons personal es conserva a l'Arxiu Nacional de Catalunya. El fons aplega la documentació aplegada i produïda per Pere Armengol i Cornet, preferentment, com a resultat de la seva activitat professional i la seva dedicació a la reforma del sistema penitenciari i a l'impuls de nous centres. El fons aplega correspondència familiar, documentació acadèmica personal i sobre l'activitat militar, professional i associativa del seu fill Manuel Armengol i Bas. Aplega també la documentació relativa a l'exercici professional com a magistrat de l'Audiència de Barcelona i dins dels diferents organismes creats per a la reforma i seguiment del sistema penitenciari espanyol, en particular al si de la Junta de Construcció de la Presó de Barcelona (inclou actes, informes, projectes i estadístiques). El fons incorpora també els originals manuscrits d'algunes de les seves obres, així com la important correspondència rebuda de diferents institucions i personalitats de l'àmbit espanyol (Concepción Arenal) i internacional (E.G. Wines). Destaca també la documentació relativa a l'activitat al si de la Societat Econòmica Barcelonesa d'Amics del País, la referent a l'obtenció de diversos premis i distincions, així com a la seva participació en els Congressos Internacionals Penitenciaris celebrats a Estocolm, Sant Petersburg, Roma i París, entre 1878 i 1895.
El CRAI Biblioteca de Fons Antic de la Universitat de Barcelona conserva una de les obres que va formar part de la biblioteca personal d'Armengol, així com un exemple de les marques de propietat que van identificar els seus llibres al llarg de la seva vida.